# Fango da depurazione

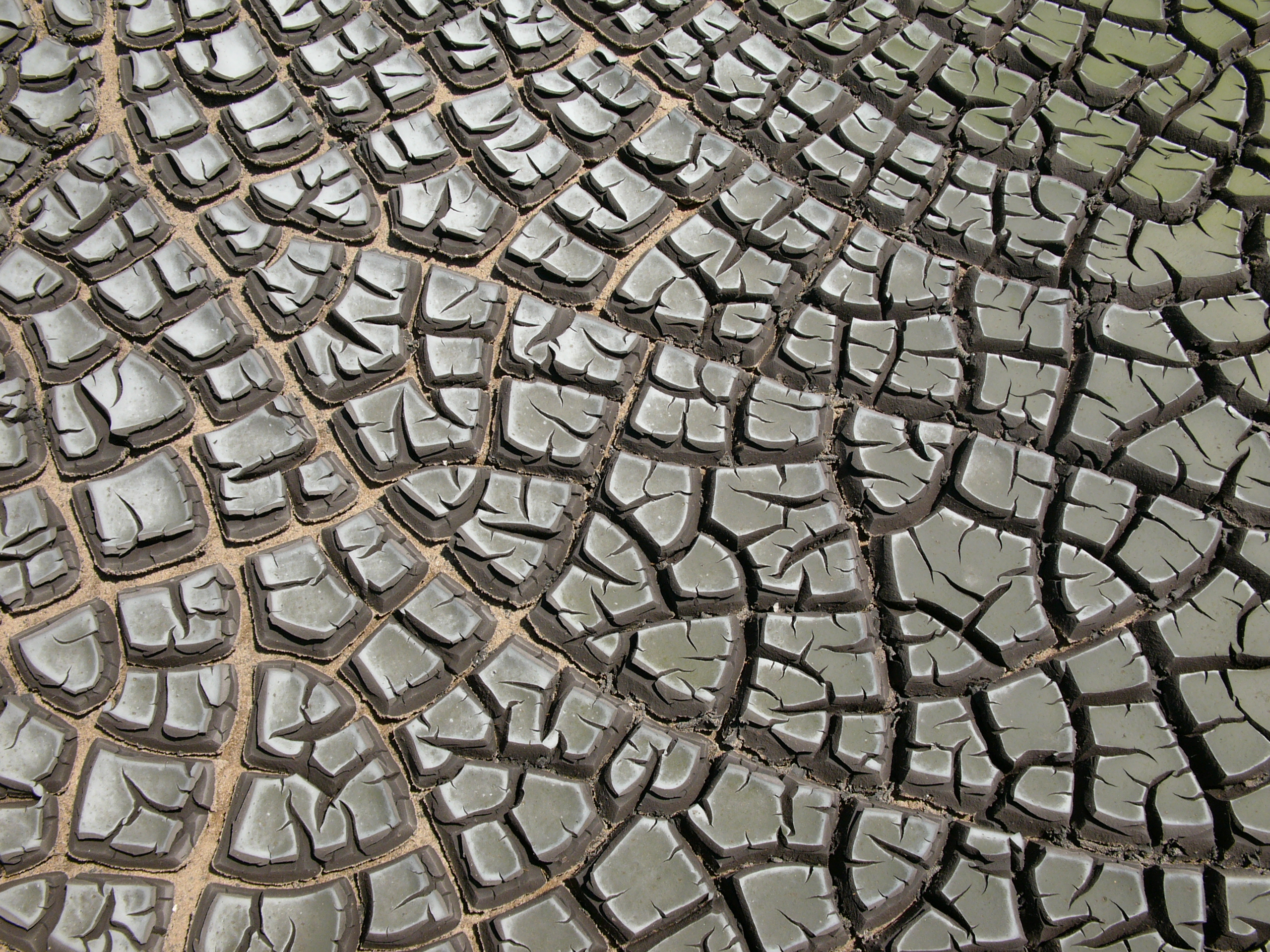
Fango prodotto da un depuratore, dopo un essiccamento naturale

Il fango da depurazione è quella frazione di materia solida contenuta nelle acque reflue urbane ed extraurbane, che viene rimossa, negli impianti di depurazione, durante i vari trattamenti depurativi, meccanico-biologico-chimico, necessari a rendere le acque chiarificate compatibili con la loro reimmissione in natura senza creare alterazioni all'ecosistema del corpo ricettore (mare, fiumi, laghi o in casi particolari anche il terreno superficiale).

## Caratteristiche del fango
Come le acque reflue urbane da cui provengono, anche i fanghi di depurazione contengono, in concentrazione superiore, sostanze inorganiche ed organiche, queste ultime preponderanti e in gran parte biodegradabili.

Questa elevata biodegradabilità, ne rende possibile il trattamento di natura biologica.

Nei fanghi si trovano concentrati anche i microrganismi, che possono comprendere agenti patogeni quali Salmonella e Streptococchi provenienti da deiezioni di soggetti malati e/o portatori, e che possono presentare aspetti di pericolosità per la salute umana.

## Contenuto solido
Nei reflui urbani,  i solidi sono contenuti in forma disciolta, come ioni o molecole, o in forma sospesa, come aggregati di maggiore complessità.

I solidi sospesi si dividono a loro volta in:
- sedimentabili: che possono essere rimossi per decantazione. Convenzionalmente è quella frazione di solidi sedimentabili che decantano durante una prova di sedimentazione statica protratta per 2 ore in appositi coni graduati imhoff.
- non sedimentabili: comprendono le sostanze colloidali, che per natura non sedimentano, e la frazione di materiali più grossolani che invece sedimentano in tempi discretamente lunghi e che pertanto non si separano dal liquame grezzo durante la prova statica di cui ai punti successivi.

Ciascuna delle classi summenzionate può essere ulteriormente suddivisa in:
- solidi non volatili (o residuo fisso): rappresenta il residuo che si ottiene dopo l'incenerimento in forno a muffola alla temperatura di 600 °C
- solidi volatili: è l'aliquota dei solidi che a 600 °C si gassificano e pertanto non rimangono come cenere.

Tale suddivisione viene convenzionalmente assunta come equivalente a quella tra solidi organici ed inorganici poiché già a temperatura di 550 °C la frazione organica viene ossidata e gassificata mentre quella inorganica rimane come residuo fisso.

Si può assumere che la quantità di sostanze solide scaricate (espresso in grammi di sostanza secca al giorno) giornalmente da un abitante equivalente, è la seguente
| Solidi                           | non volatili (inorganici) | volatili (organici) | totali |
| sospesi sedimentabili (SSS)      | 20                        | 40                  | 60     |
| sospesi non sedimentabili (SSNS) | 10                        | 20                  | 30     |
| disciolti (SD)                   | 50                        | 50                  | 100    |

## Tipologia di fanghi
I fanghi prodotti dalla linea acque degli impianti di depurazione si distinguono in:
- fanghi primari;
- fanghi secondari o biologici.

### Fanghi primari
I fanghi primari rappresentano quella parte di solidi sospesi sedimentabili (SSS) che riesce a separarsi dalle acque reflue grezze nei decantatori primari (se presenti) e che pertanto per sedimentare non necessitano di alcuna trasformazione di natura biologica.

La quantità di SSS che costituisce i fanghi primari è inferiore a quella contenuta mediamente nei reflui urbani poiché i sedimentatori primari non raggiungono mai un rendimento pari al 100%, infatti una certa quantità di materie solide ha un movimento verso il fondo molto lento tale che il suo deposito non si può ottenere nel tempo che ordinariamente si assegna per la sedimentazione.

I fanghi primari sono praticamente costituiti da una miscela di:
- composti organici facilmente degradabili quali cellulosa, zuccheri, lipidi e proteine;
- sostanze inorganiche inerti come sabbia, ossidi metallici, carbonati;
- sostanze organiche non facilmente biodegradabili come fibre, semi e gomma.

#### Cono di Imhoff

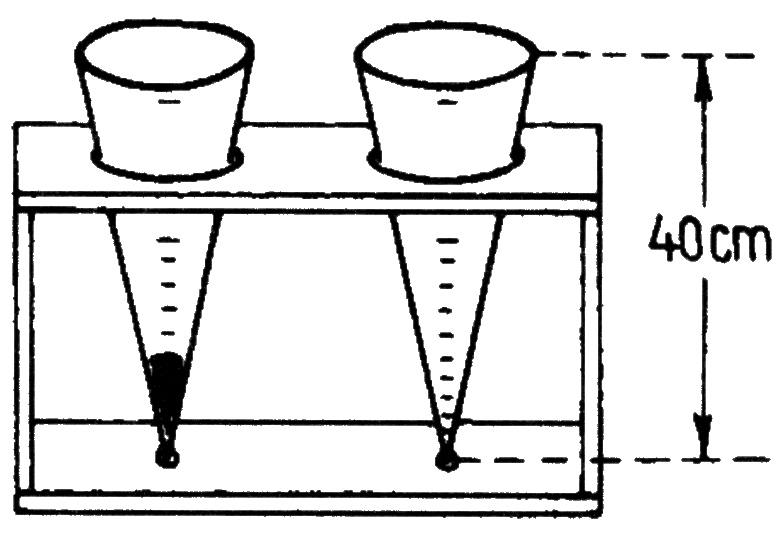
Coni Imhoff

Per misurare l'efficienza di una vasca di sedimentazione, e di conseguenza stabilire il tenore di SSS eliminabili con la decantazione primaria, si effettua una prova di sedimentazione statica mediante utilizzo del cono di Imhoff).
Il cono di Imhoff è un contenitore graduato, di altezza 480 mm e diametro di base di 125 mm, realizzato in materiale trasparente (vetro, plastica) della capacità utile di 1000 ml.

Nel cono si introduce 1 litro di liquame bruto, lo si lascia a riposo per un tempo determinato (di solito 30 minuti) e successivamente si legge sulla scala graduata il volume di materiale sedimentato (a); in un altro cono si lascia a riposo, per lo stesso tempo, l'effluente della vasca e si legge anche qui il volume del materiale sedimentato (b).

Il valore indice dell'efficienza è dato dal rapporto.
- (a-b)/a

Si ritengono soddisfacenti rendimenti dell'ordine dell'85%.

### Fanghi secondari
I fanghi secondari sono costituiti dalle sostanze sedimentate nei decantatori secondari dopo che il liquame è stato sottoposto al ciclo biologico del processo depurativo. 

Le sostanze organiche presenti nei reflui costituiscono la fonte di nutrimento per microrganismi (principalmente colonie miste di batteri saprofiti) che crescendo e riproducendosi vanno a formare fanghi sedimentabili.

Tali fanghi sono costituiti principalmente da biomassa batterica (colonie batteriche) e in percentuale minoritaria da sostanze inorganiche (sali).

I fanghi secondari contengono:
- la frazione dei solidi sospesi sedimentabili (SSS) che è sfuggita alla sedimentazione primaria (i decantatori primaria non hanno mai un rendimento del 100%);
- i solidi prodotti direttamente nel reattore biologico costituiti da:
  - i solidi sospesi non sedimentabili (SSNS) e non biodegradabili (non volatili): cioè quelle sostanze che non vengono attaccate dai batteri ma rimangono comunque incorporate nella biomassa;
  - i solidi sospesi non sedimentabili (SSNS) biodegradabili (volatili): cioè quelle sostanze che vengono attaccate dai batteri e da questi trasformate in biomassa sedimentabile;
  - i solidi disciolti (SDV) biodegradabili: cioè quelle sostanze disciolte che vengono attaccate dai batteri e da questi trasformate in biomassa sedimentabile.

### Caratteristiche
I fanghi primari e secondari hanno pertanto matrici diverse.

Questa diversa natura influenza notevolmente il ciclo di trattamenti che vanno a costituire la linea fanghi di un depuratore.

Infatti ad esempio in merito al trattamento di stabilizzazione in presenza di impianti privi di sedimentazione primaria, i fanghi prodotti dalla linea acque sono tutti di tipo biologico.

In questo caso risulta più conveniente sottoporre i fanghi ad una digestione aerobica, che consiste sostanzialmente in vasche aerate simili a quelle utilizzate nella linea acque per l'ossidazione biologica.

Nel caso di presenza di sedimentazione primaria, i fanghi prodotti saranno misti e in questo caso, essendoci la frazione primaria, che non ha subito alcun trattamento biologico, risulta più conveniente utilizzare la stabilizzazione anaerobica.

Inoltre risulta che:
- le concentrazioni di microinquinanti organici sono inferiori nei fanghi secondari rispetto ai primari;
- i fanghi secondari sono più ricchi di nutrienti (maggiore tenore di azoto totale e fosforo totale).

Per tale motivo risulta più idoneo all'utilizzo in agricoltura.

I fanghi primari invece, avendo un potere calorifico maggiore dei biologici, risulta più idoneo allo smaltimento per incenerimento.

## Trattamento
I fanghi prodotti dalla linea acque degli impianti di depurazione sono delle sospensioni costituite da materiale solido con un tenore variabile, ma molto elevato, di umidità.

Le sostanze organiche contenute nei fanghi, primari e biologici, sono putrescibili per cui richiedono una adeguata serie di trattamenti che ne consenta lo smaltimento finale senza inconvenienti per la salute umana e per l'ambiente.

Pertanto è necessario sottoporre i fanghi ad un'ulteriore serie di trattamenti, che costituiscono la linea fanghi dei depuratori, finalizzati a ridurre il tenore di acqua contenuta, con conseguente riduzione del volume, alla stabilizzazione del materiale organico e alla distruzione degli organismi patogeni presenti.

I trattamenti che costituiscono la linea fanghi di un depuratore possono essere così riassunti.
- condizionamento;
- ispessimento;
- digestione;
- disidratazione;
- disinfezione.

## Smaltimento e riutilizzo
I fanghi di depurazione sono a tutti gli effetti dei rifiuti e in quanto tali disciplinati dal D.lgs 152/2006, ma l'art. 127 recita: i fanghi devono essere riutilizzati ogni qualvolta il loro reimpiego risulti appropriato; a tal fine per il recupero in agricoltura i fanghi devono essere conformi a quanto stabilito dal D.lgs 99/92

I fanghi pertanto possono essere smaltiti nel seguente modo:
- per incenerimento finalizzato al recupero energetico da soli o insieme con la frazione organica dei rifiuti;
- in discariche controllate di rifiuti speciali (D.lgs. 36/03 e D.M. 3 agosto 2005);

oppure, poiché generalmente presentano buoni contenuti di sostanza organica ed elementi della fertilità vegetale (N, P, K), riutilizzati:
- mediante spandimento tal quali (previa disidratazione) sul suolo adibito ad uso agricolo (D.lgs. 99/92);
- in impianti di compostaggio per il successivo utilizzo in agricoltura;

Il riutilizzo in agricoltura è interdetto qualora i fanghi contengano anche metalli pesanti che possono accumularsi nel suolo.

In Italia i fanghi vengono smaltiti principalmente in discarica (55%) e in parte riutilizzati in agricoltura (33%).

Il trattamento e smaltimento dei fanghi prodotti dalla chiarificazione delle acque reflue contribuisce attualmente fino al 50% dei costi di gestione degli impianti di depurazione.
I fanghi possono anche essere riutilizzati nei cicli di produzione di laterizi, asfalti e calcestruzzi.

## Normativa di riferimento
- D.lgs. 27 gennaio 1992, n. 99, in attuazione della direttiva 86/278/CEE concernente la protezione dell'ambiente, in particolare del suolo, nell'utilizzazione dei fanghi di depurazione in agricoltura
- D.lgs. 3 aprile 2006, n. 152, parte IV, relativa alla gestione dei rifiuti.